# Riadhia diehli
Riadhia diehli är en fjärilsart som beskrevs av Edward P. Wiltshire 1962. Riadhia diehli ingår i släktet Riadhia och familjen nattflyn. Inga underarter finns listade.